# Котингіта
Котингіта (Iodopleura) — рід горобцеподібних птахів родини бекардових (Tityridae). Включає три види.

## Систематика
Традиційно рід Iodopleura відносили до родини котингових (Cotingidae). У 2007 році, на основі молекулярного філогенезу, віднесли до бекардових.

## Поширення
Представники роду мешкають в пологових лісах тропічної частини Південної Америки.

## Види
- Котингіта чорноголова (Iodopleura fusca)
- Котингіта білоброва (Iodopleura isabellae)
- Котингіта жовтогорла (Iodopleura pipra)